# Aloe manandonae
Aloe manandonae ist eine Pflanzenart der Gattung der Aloen in der Unterfamilie der Affodillgewächse (Asphodeloideae). Das Artepitheton manandonae verweist auf das Vorkommen der Art bei Manandone auf Madagaskar.

## Beschreibung

### Vegetative Merkmale
Aloe manandonae wächst stammlos, ist einzeln oder bildet manchmal kleine Gruppen. Die 15 bis 22 aufsteigenden bis aufrechte, eiförmig-spitzen Laubblätter sind an ihrer Spitze leicht zurückgebogen und bilden ziemlich lockere Rosetten. Die gelblich grüne, dicht linierte Blattspreite ist 20 bis 30 Zentimeter lang und 5 bis 7 Zentimeter breit. Die festen, knorpeligen Zähne am Blattrand sind 1 bis 2 Millimeter lang und stehen 2 bis 5 Millimeter voneinander entfernt.

### Blütenstände und Blüten
Der Blütenstand besteht aus zwei bis fünf Zweigen und erreicht eine Länge von 90 Zentimeter. Die lockeren Trauben sind bis zu 20 Zentimeter lang. Die rosafarbenen Brakteen weisen eine Länge von 4 Millimeter auf und sind 1,5 Millimeter breit. Die zylindrischen, roten Blüten stehen an 10 bis 15 Millimeter langen, rosafarbenen Blütenstielen. Die Blüten sind 25 Millimeter lang. Auf Höhe des Fruchtknotens weisen die Blüten einen Durchmesser von 4 Millimeter auf. Ihre äußeren Perigonblätter sind auf einer Länge von 12 Millimetern nicht miteinander verwachsen. Die Staubblätter und der Griffel ragen kaum aus der Blüte heraus.

## Systematik und Verbreitung
Aloe manandonae ist auf Madagaskar auf dem Ibity-Berg auf Quarzitfelsen in einer Höhe von etwa 1400 Metern verbreitet. Die Art ist nur vom Typusfundort bekannt.
Die Erstbeschreibung durch Jean-Bernard und Jean-Philippe Castillon wurde 2008 veröffentlicht.

## Nachweise